# Saint-Antonin (Gers)
Saint-Antonin è un comune francese di 147 abitanti situato nel dipartimento del Gers nella regione dell'Occitania.

## Società

### Evoluzione demografica
Abitanti censiti